# Akram Salim
Akram El Hadi Salim (27 febbraio 1987) è un calciatore sudanese, di ruolo portiere.

## Carriera

### Club
Ha sempre giocato nel campionato sudanese, nel quale ha esordito nel 2007.

### Nazionale
Ha esordito con la maglia della Nazionale nel 2008; nel 2012 ha partecipato alla Coppa d'Africa, manifestazione a cui aveva già preso parte come riserva nel 2008.

## Palmarès

### Club

#### Competizioni nazionali
- Campionato sudanese: 3

Al-Merreikh: 2008, 2011, 2013
- Coppa del Sudan: 5

Al-Merreikh: 2007, 2008, 2010, 2012, 2013

#### Competizioni internazionali
- Coppa CECAFA: 1

Al-Merrikh: 2014